# Димитър Таралежков
Димитър (Митко) Таралежков е български режисьор и музикант, бард.

## Режисура
Завършва кино- и телевизионна режисура в „Нов български университет“. През 2004 печели наградата на Международния фестивал за късометражно кино в Балчик с филма си „Бургас на Таралежков“. Автор е и на филма „Лешпер комерс“, който е озвучен с негова авторска музика. Част е от режисьорската група „Бидон филм“ заедно с Олег Константинов и Никола Бошнаков.

## Музика
Като ученик Таралежков е бил вокалист в хардкор група. Докато е студент, започва да свири на китара. Автор е на над 100 песни. В края на 2019 година издава първия албум „Няма смисъл“ с групата си „Таралеща“. Вторият му албум е озаглавен „Един гъз място в рая“ (2021), а третият „Идея за сън“ (2022).